# Puttgarden (stacja kolejowa)
Puttgarden – stacja kolejowa w Puttgarden, w kraju związkowym Szlezwik-Holsztyn, w Niemczech. Znajdują się tu 3 perony.